# ویگینتون، هرتفوردشر
ویگینتون (به انگلیسی: Wigginton) یک روستا و محله مدنی در بریتانیا است که در داکورام واقع شده‌است. ویگینتون ۱٬۴۸۳ نفر جمعیت دارد.